# Uroleucon phyteumae
Uroleucon phyteumae är en insektsart. Uroleucon phyteumae ingår i släktet Uroleucon och familjen långrörsbladlöss. Inga underarter finns listade i Catalogue of Life.